# Luscinia
A Luscinia a madarak (Aves) osztályának verébalakúak (Passeriformes) rendjébe, ezen belül a légykapófélék (Muscicapidae) családjába tartozó nem.
Korábbi rendszertani besorolások a rigófélék (Turdidae) családjába sorolták az ide tartozó fajokat, azonban minden hasonlóság a két madárcsoport fajai között, kizárólag a konvergens evolúció folyamatának köszönhető, melynek során egymáshoz nem kapcsolódó fejlődési vonalakon hasonló biológiai jellegzetességek alakulnak ki.

## Nevük és rendszertani besorolásuk
A Luscinia megnevezést, már Kr. u. 70-es években, Idősebb Plinius is használta, amikor megírta a „Naturalis Historia” című művét. Idősebb Plinius ezt a megnevezést a fülemülékre és minden ezekhez hasonló madárra felhasználta. 1817-ben, Thomas Ignatius Maria Forster angol természettudós, amikor megalkotta eme madarak csoportját, szintén a Luscinia-t használta fel. Annak idején típusfajnak a fülemülét (Luscinia megarhynchos) tette; a nembe pedig jóval több faj tartozott.
Az idők során az ornitológusok sokat vitatkoztak azon, hogy a Luscinia nembe hány faj is tartozik valójában, sőt az Erithacus-fajok idetartoznak-e vagy sem. Egy alkalommal az összes Luscinia-fajt az Erithacusba sorolták át. 2010-ben és az azelőtti évtizedben, egy nagyméretű DNS és molekuláris vizsgálatokból álló nemzetközi kutatás történt; ennek egyik következménye az volt, hogy a Luscinia és az Erithacus nemekből kivontak egy fajokat, létrehozva a Larvivora (az Erithacus monotipikussá vált) és a Calliope madárnemeket. Az eredeti fajlistából, csak három madárfaj maradott meg; ezekhez hozzácsatolták a korábban monotipikus Hodgsonius nembéli rövidszárnyú rozsdafarkút. A mai négy élő faj mellett, a Luscinia nembe fosszilis fajok is vannak.

## Rendszerezés
A nembe az alábbi 4 élő faj tartozik:
- nagy fülemüle (Luscinia luscinia) (Linnaeus, 1758) - típusfaj
- fülemüle (Luscinia megarhynchos) (Brehm, 1831)
- rövidszárnyú rozsdafarkú (Luscinia phoenicuroides) (J.E. Gray & G.R. Gray, 1847) - korábban: Hodgsonius phaenicuroides
- kékbegy (Luscinia svecica) (Linnaeus, 1758)

### Fosszilis fajok
A Magyarországon lévő Polgárdi nevű városban nagyobb méretű Lusciniaszerű fosszíliára bukkantak. A kormeghatározás után, tudjuk, hogy a miocén kori messinai korszak környékén élhetett a madár, azaz 12-7,3 millió évvel ezelőtt. A késő pliocénből, azaz 3 millió éves kövület, melyet a Lengyelországban levő Rębielice Królewskie nevű faluban találtak meg, talán a kékbegy őse. Egy 2 millió éves, az ausztriai Bad Deutsch-Altenburg községben felfedezett Sylvia-fajnak vélt madár, talán inkább a Lusciniák közé tartozik. Mivel nemrég halt ki, az is meglehet, hogy az egyik mai fajnak az egyenes őse.
Az alábbi lista a pontosan azonosított fosszilis fajokat foglalja magába:
- Luscinia denesi (késő miocén; a magyarországi Polgárdi)[7]
- Luscinia pliocaenica (pliocén; a magyarországi Beremend)[7]

### Fordítás
- Ez a szócikk részben vagy egészben  a   Luscinia című angol Wikipédia-szócikk ezen változatának fordításán alapul.  Az eredeti cikk szerkesztőit annak laptörténete sorolja fel. Ez a jelzés csupán a megfogalmazás eredetét és a szerzői jogokat jelzi, nem szolgál a cikkben szereplő információk forrásmegjelöléseként.